# 접착수복술
접착치과학(adhesive dentistry)은 치질(법랑질, 상아질)과의 접착기술에 근거한 수복학의 한 분야이다.  수복물의 유지를 위해 불가피하게 치질을 삭제하였던 과거의 문제를 접착기술의 놀라운 발전으로 인해 삭제를 최소함으로써 치질을 최대한 보존할 수 있게 되었다. 복합레진과 도재, 글래스아이오노머시멘트 등은 심미수복과 접착수복에 모두 해당되기 때문에  심미접착치과학(esthetic adhesive dentistry)이라는 이름으로 통용되고 있다.

## 같이 보기
- 심미치과학